# ارل موران
ارل استفا موران (انگلیسی: Earl Steffa Moran؛ ۸ دسامبر ۱۸۹۳ – ۱۷ ژانویهٔ ۱۹۸۴) هنرمند آمریکایی تصاویر جذابیت و پین‌آپ بود.